# 10cc (アルバム)
『10cc』は、イギリスのバンド10ccが1973年に発表した初のスタジオ・アルバム。

## 解説
シングルA面曲「ドナ」（全英2位）、「いけないジョニー」、「ラバー・ブレッツ」（全英1位・全米73位）、「ディーン・アンド・アイ」（全英10位）も含む10曲が収録された。エリック・スチュワート、ケヴィン・ゴドレイ、ロル・クレームが共作した「ママにフレッシュ・エア」は、3人が1970年にホットレッグス名義で発表した楽曲「You Didn't Like It Because You Didn't Think of It」を改作したもの。
オリジナルLPは「いけないジョニー」で始まっているが、ジャケット裏面には収録曲がランダムに記されており、再発盤の中にはその順番通りに曲を並べた、曲順が異なるヴァージョンも存在する。2010年に日本で発売されたSHM-CDは「ラバー・ブレッツ」で始まり、シングルのB面で発表された3曲がボーナス・トラックとして追加収録された。
また、英初回プレスはグレアムの名前のスペルが「Gouldham」と誤植になっており、コレクターズ・アイテムとして知られる。
ジャケットのデザインはロルによるイラスト。

## 収録曲

### オリジナルLP

#### Side 1
1. "Johnny, Don't Do It" (Kevin Godley, Lol Creme, Graham Gouldman) – 3:36
2. "Sand in My Face" (K. Godley, L. Creme, G. Gouldman) – 3:36
3. "Donna" (K. Godley, L. Creme) – 2:53
4. "The Dean and I" (K. Godley, L. Creme) – 3:03
5. "Headline Hustler" (G. Gouldman, Eric Stewart) – 3:31

#### Side 2
1. "Speed Kills" (E. Stewart, K. Godley, L. Creme, G. Gouldman) – 3:47
2. "Rubber Bullets" (K. Godley, L. Creme, G. Gouldman)– 5:15
3. "The Hospital Song" (K. Godley, L. Creme) – 2:41
4. "Ships Don't Disappear in the Night (Do They?)" (G. Gouldman, E. Stewart) – 3:04
5. "Fresh Air for My Mama" (K. Godley, L. Creme, E. Stewart) – 3:04

### 日本盤SHM-CD (2010年)
1. ラバー・ブレッツ "Rubber Bullets" (K. Godley, L. Creme, G. Gouldman)
2. ドナ "Donna" (K. Godley, L. Creme)
3. いけないジョニー "Johnny, Don't Do It" (K. Godley, L. Creme, G. Gouldman)
4. サンド・イン・マイ・フェイス "Sand in My Face" (K. Godley, L. Creme, G. Gouldman)
5. スピード・キルズ "Speed Kills" (E. Stewart, K. Godley, L. Creme, G. Gouldman)
6. ディーン・アンド・アイ "The Dean and I" (K. Godley, L. Creme)
7. 船は夜消えるかい? "Ships Don't Disappear in the Night (Do They?)" (G. Gouldman, E. Stewart)
8. ホスピタル・ソング "The Hospital Song" (K. Godley, L. Creme)
9. ママにフレッシュ・エア "Fresh Air for My Mama" (K. Godley, L. Creme, E. Stewart)
10. ヘッドライン・ハスラー "Headline Hustler" (G. Gouldman, E. Stewart)

#### ボーナス・トラック
1. ホット・サン・ロック "Hot Sun Rock" (G. Gouldman, E. Stewart)
2. 4%オブ・サムシング "4% of Something" (E. Stewart, L. Creme)
3. ウォーターフォール "Waterfall" (G. Gouldman, E. Stewart)

## 参加ミュージシャン
- エリック・スチュワート - ボーカル、エレクトリックギター、スライドギター、モーグ・シンセサイザー
- グレアム・グールドマン - ボーカル、ベース、エレクトリックギター、アコースティック・ギター、ドブロ・ギター、タンブリン
- ケヴィン・ゴドレイ - ボーカル、ドラムス、パーカッション
- ロル・クレーム - ボーカル、エレクトリックギター、アコースティック・ギター、ピアノ、シンセサイザー、メロトロン、パーカッション